# Хайнрих XXXI Ройс-Кьостриц
Хайнрих XXXI Ройс-Кьостриц (на немски: Heinrich XXXI Prinz Reuss zu Köstritz, Prinz von Hohenleuben; * 10 декември 1868, Янкендорф, окръг Гьорлиц, Саксония; † 9 август 1929, Вроцлав/Бреслау) от род Дом Ройс, е принц от младата линия на Ройс-Кьостриц, немски политик, немски посланик в Иран (1912 – 1916), отказва се на 15 октомври 1918 г. от правата си и титлата „княз фон Хоенлойбен“ и е наричан „принц фон Хоенлойбен“.

## Биография
Той е вторият, най-малкият, син на граф/принц Хайнрих LXXIV Ройс-Кьостриц (1798 – 1886) и втората му съпруга поетесата на песни графиня Елеонора фон Щолберг-Вернигероде (1835 – 1903), дъщеря на наследствен граф Херман фон Щолберг-Вернигероде (1802 – 1841) и графиня Емма фон Ербах-Фюрстенау (1811 – 1889). Брат е на Хайнрих XXV Ройс-Кьостриц (1856 – 1911) и полубрат на Хайнрих IX Ройс-Кьостриц (1827 – 1898).
Хайнрих XXXI Ройс-Кьостриц като немски дипломат е през 1910 – 1912 г. генерален консул в Калкута (Британска Индия) и през 1912 – 1916 г. немски посланик в Техеран, Иран. В посолството в Техеран той остава до затварянето му поради войната през 1917 г. като секретар на посолството. Германските интереси са поети от посолството на САЩ.

## Фамилия
Хайнрих XXXI Ройс-Кьостриц се жени (морг.) на 29 октомври 1918 г. в Берлин за Илза Мария Гьоргес (* 7 юли 1892, Берлин; † 17 август 1938, Берлин), вдовица на Ерих Дич (* 18 ноември 1880, Щутгарт; † 31 юли 1913, Берлин), дъщеря на Теодор Гьоргес и Илза Кунхайм. От тогава той има титлата „принц фон Хоенлойбен“. Те се развеждат на 8 януари 1929 г. Бракът е бездетен.